# Такасэбунэ

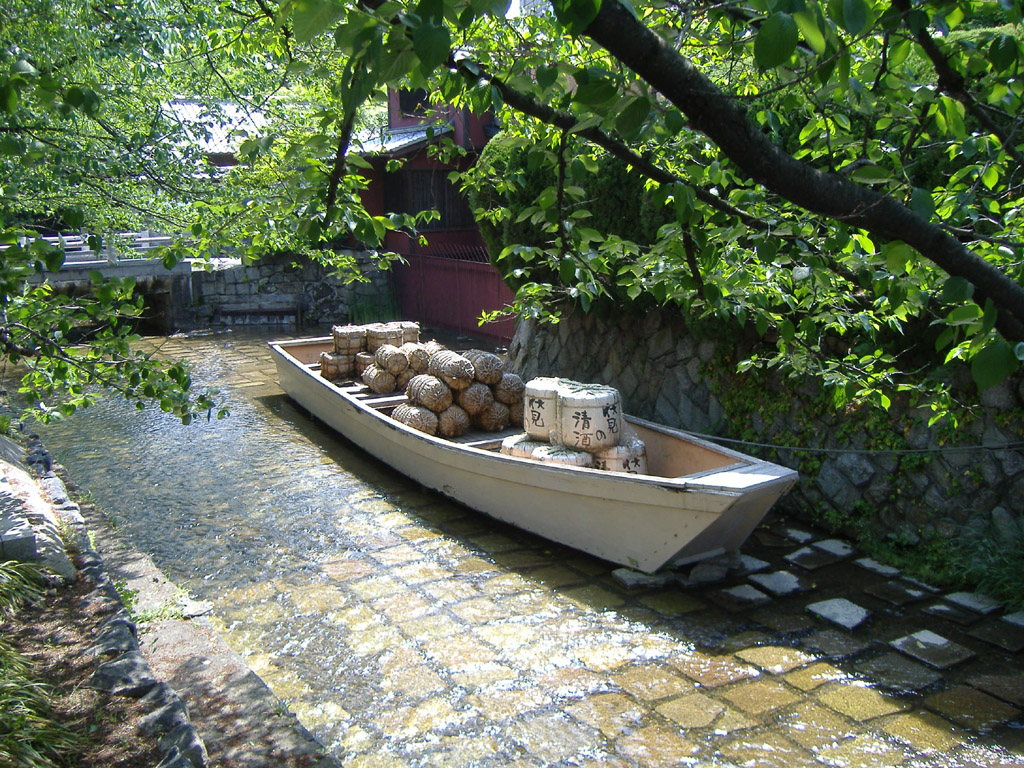
Такасэбунэ (историческая реконструкция)

Такасэбунэ (яп. 高瀬舟) — малое японское традиционное речное судно, ранее широко применявшееся во всех районах страны.
Такасэбунэ — это небольшое деревянное судно, предназначенное для передвижения по рекам и морскому мелководью. Впервые суда такого типа стали использоваться в конце периода Муромати на реках нынешней префектуры Окаяма (Такахаси, Ёсии, Асахи и другие) С началом эпохи Эдо такасэбунэ начали широко применяться во всех районах страны для внутренних перевозок и использовались вплоть до наступления периода Мэйдзи, когда были проложены первые железные дороги.
В XII-XVI веках корпус судна был небольшим, а осадка глубокой (высокая корма и нос), однако к эпохе Эдо конструкция претерпела изменения — тоннажность увеличилась, осадка уменьшилась, корпус стал больше. Особенностью конструкции такасэбунэ, как и многих японских традиционных кораблей, являлось плоское дно судна. В зависимости от длины речного маршрута различались и габариты такасэбунэ в разных регионах. Так, например, наиболее крупные образцы данного судна использовались на реке Тонэ в регионе Канто, где протяжённость торгового маршрута составляла около 300 км, длина корпуса могла доходить до 27 м. Однако, в среднем, длина корпуса небольших такасэбунэ варьировалась в пределах 9-13 м, ширина составляла около 2 м, более крупные такасэбунэ, которые использовались также и для каботажных морских перевозок, имели длину корпуса 15-18 м, ширину 3-5 м. Такасэбунэ относилось к малотоннажным торговым судам и средняя грузоподъёмность небольших и средних такасэбунэ на реках Фудзи, Такасэ, Ёсии была порядка 40-75 хё: (около 2,5—5 тонн), самых крупных на реке Тонэ — 480 хё: (около 30 тонн). Судно приводилось в движение с помощью паруса и вёсел, также очень часто буксировалось лошадьми и людьми. В зависимости от маршрута и конкретной реки, по которой ходило судно, варьировались не только габариты такасэбунэ, но соответственно и количество экипажа. Обычно судно управлялось 3—5 членами команды. На самых крупных такасэбунэ также имелась отдельная каюта для приготовления пищи.
Основной сферой применения была транспортировка грузов по речным системам. Когда судно отправлялось вверх по течению, то, как правило, загружалось продукцией приморских районов. Чаще всего, это была соль, морепродукты, удобрения (сушёные иваси). Из крупных городов вверх по течению отправляли товары первой необходимости: ткани, одежду, сельскохозяйственные орудия и рабочие инструменты, бакалею и так далее. Когда же такасэбунэ загружали во внутренних районах страны и отправляли вниз по течению, то основными товарами были рис, злаки, древесина, уголь, железо, шёлк-сырец и так далее. Чаще всего продукцию, в особенности рис, злаки, уголь и подобные товары перевозили в соломенных мешках тавара (яп. 俵）).
Название судна связано с деятельностью известного японского торговца эпохи Эдо — Рё:и Суминокура, который стал активно применять данный тип судов на открывшемся канале Такасэ, переправляя товары по маршруту между Киото и Фусими.

Упоминается в новелле Мори Огай «Лодка на реке Такасэ».

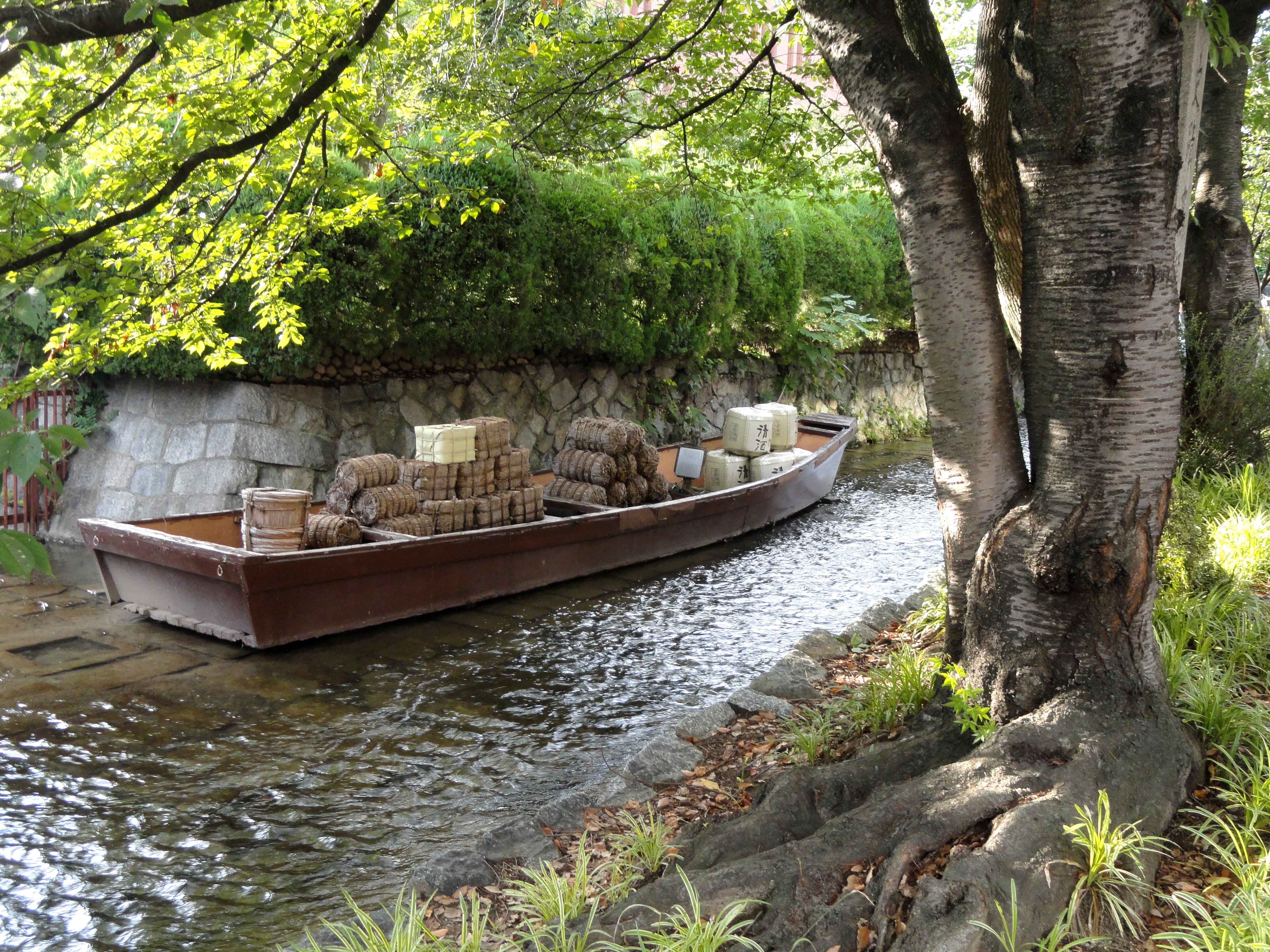
Такасэбунэ в Киото
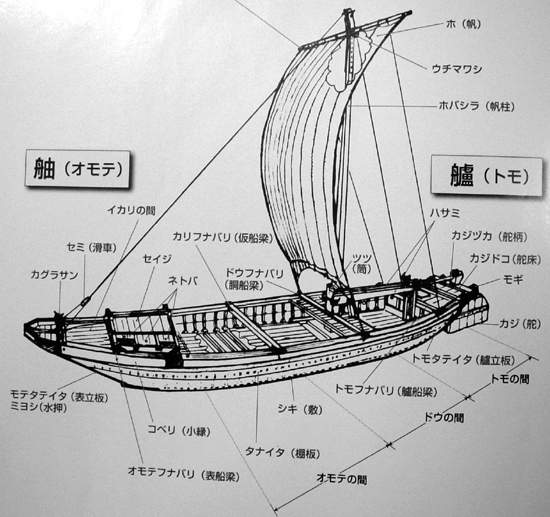
Конструкция такасэбунэ с реки Тонэ.
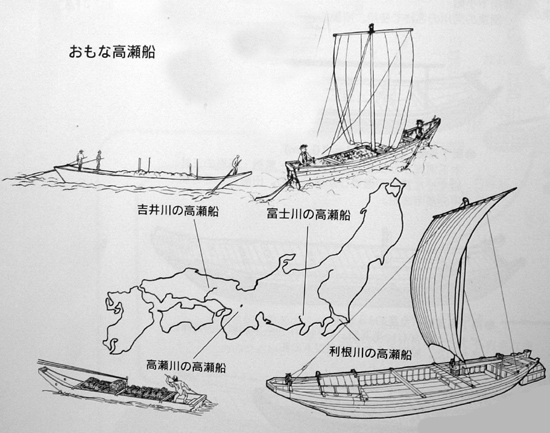
Типы такасэбунэ в зависимости от района Японии.
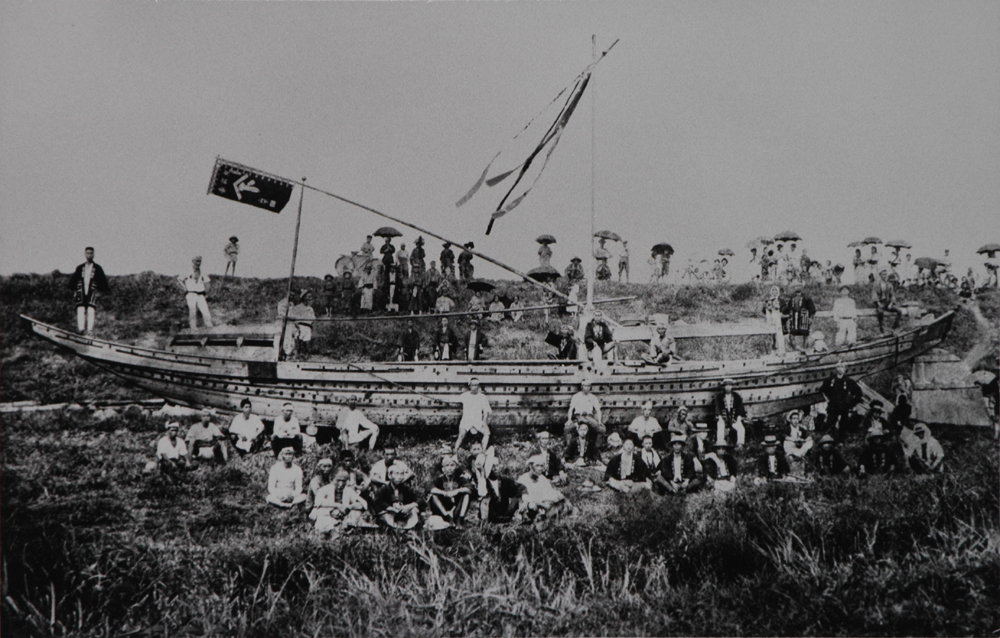
Историческое фото такасэбунэ.